# Eben Upton
Eben Christopher Upton (5 de abril de 1978) es un director técnico británico y arquitecto de sistemas de Circuitos integrados de aplicaciones específicas (ASIC) para la empresa Broadcom. También es fundador y ex fideicomisario de la Fundación Raspberry Pi, y ahora CEO de Raspberry Pi Trading, la subsidiaria de propiedad absoluta que dirige las actividades de ingeniería y comercialización de la Fundación. También es responsable de la arquitectura general de software y hardware del dispositivo Raspberry Pi.

## Educación
Upton completó su licenciatura en Física e Ingeniería en 1999 en el St John's College de Cambridge. Continuó a hacer el Diploma de Cambridge en Ciencias de la Computación en 2001. Después de su diploma, Upton siguió estudiando para obtener un título de Doctor en Filosofía en el Laboratorio de Computación de la Universidad de Cambridge. Después de terminar su doctorado, completó una maestría ejecutiva en Administración de Empresas en la Escuela de Negocios Judge de Cambridge mientras trabajaba en la industria.

## Carrera
Antes de trabajar en Broadcom, Upton fue director de Estudios en Informática en St John's College, Cambridge, responsable de las admisiones de pregrado y de la organización de la enseñanza para estudiantes de pregrado de St John's en Computer Science Tripos.
Ha sido investigador visitante en Intel Corporation, fundador y director de tecnología en Ideaworks3D e ingeniero de software en IBM.

## Publicaciones
Upton ha publicado varios libros y artículos, incluido el Oxford Rhyming Dictionary con su padre Clive Upton. Con Gareth Halfacree, es coautor de la Guía del usuario de Raspberry Pi. Durante su carrera académica, fue coautor de varios artículos científicos revisados por pares sobre servicios móviles, interacción persona-computadora (HCI), Bluetooth y gráficos de dependencia de datos.

## Premios
Upton ha ganado varios premios, entre ellos, el MIT Technology Review TR35, los 35 innovadores menores de 35 años en 2012 y una medalla de plata de la Royal Academy of Engineering.
Upton fue nombrado Comandante de la Orden del Imperio Británico (CBE) en los Honores de cumpleaños 2016 por servicios a negocios y educación.

## Vida personal
Eben Upton es el hijo de Clive Upton. Nació en Griffithstown, cerca de Pontypool, en el sur de Gales, pero vivió en Lae, Papúa Nueva Guinea, entre las ocho semanas y los dos años y medio. Luego regresó al Reino Unido para crecer en Leeds, Birmingham e Ilkley. Está casado con Liz Upton, a quien conoció en la universidad.